# برده نازنینم
بردهٔ نازنینم (انگلیسی: My Darling Slave) یک فیلم کمدی سکسی سبک ایتالیایی به کارگردانی جورجو کاپیتانی است که در سال ۱۹۷۳ منتشر شد.

## گزیدهٔ بازیگران
- لاندو بوتسانکا
- کاترین اسپاک
- آدریانا آستی
- گوردون میچل
- جانی بوناگورا
- پائولو کارلینی
- رنتسو مارینیانو
- کورادو اولمی
- توم فلگی
- ناندا پریماورا